# Некрасовская женщина

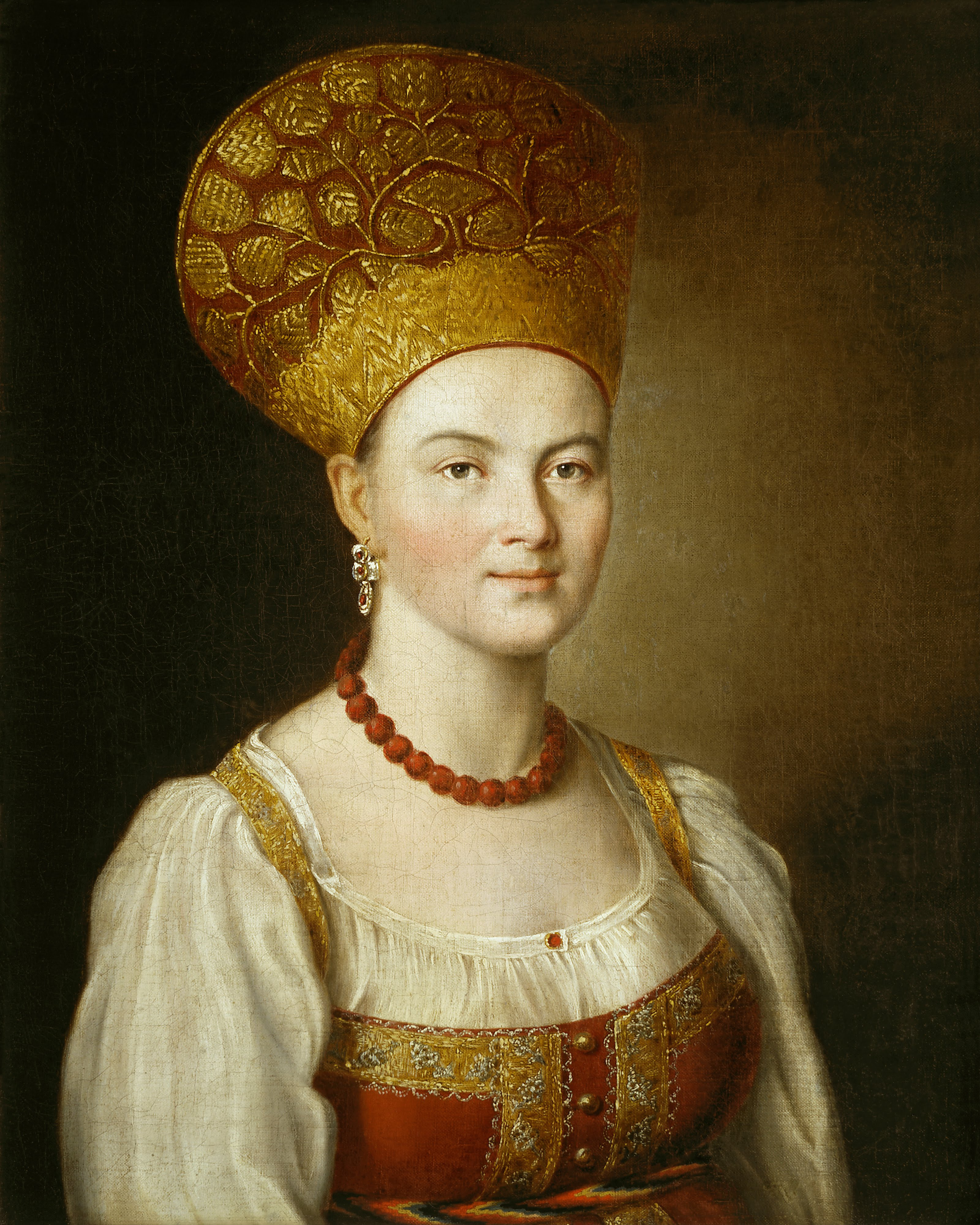
Иван Аргунов, «Портрет неизвестной в русском костюме» (1784)

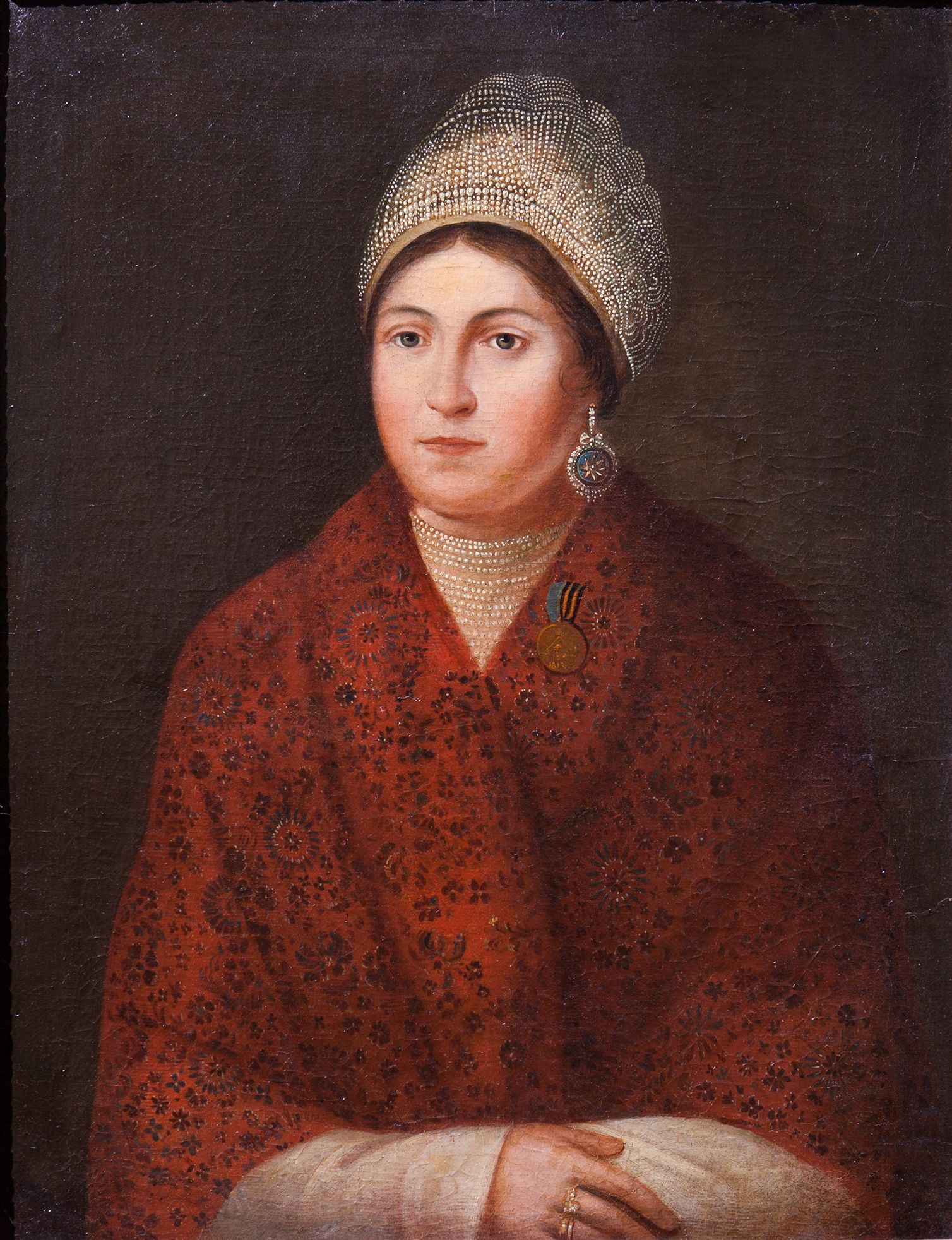
Василиса Кожина, крестьянка, партизанка, героиня войны 1812 года

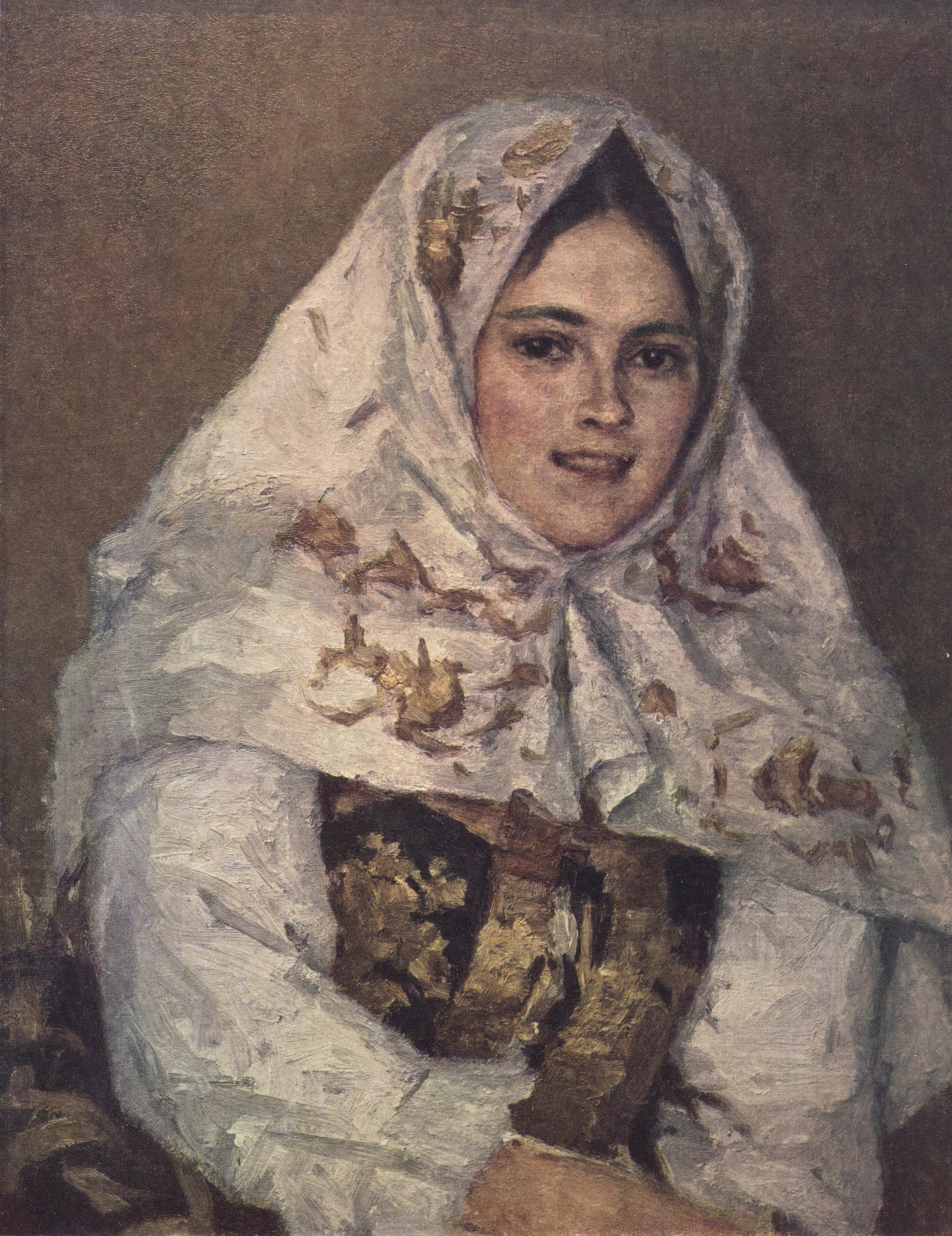
Василий Суриков, «Сибирская красавица». (1891; портрет Екатерины Александровны Рачковской)

Некрасовская женщина — языковой стереотип, характеризующий идеально-героическую русскую женщину:283, которая «коня на скаку остановит, в горящую избу войдёт»:
В современной языковой традиции используется для обозначения сильной, здоровой, исключительно русской женщины с богатырским характером и подчас телосложением, обычно действующей без какого-либо мужчины-помощника:283
Типаж такой женщины был воплощён русским поэтом и прозаиком Николаем Некрасовым во многих своих произведениях: «Мороз, красный нос», «Тройка», «Русские женщины», «Музе», «Вчерашний день в часу шестом», «В дороге»:80. 

## Лингвистический анализ
Авторы Х. Г. Хаутиева и М. М. Хуциева пишут, что произведениях Некрасова представлена та самая женщина, которая «Коня на скаку остановит, в горящую избу войдет», «И голод, и холод выносит, всегда терпелива, ровна», «Красавица, миру на диво. Румяна, стройна, высока. Во всякой одежде красива. Ко всякой работе ловка». «Некрасовская женщина» – это захватывающий образ героической славянки: «Есть женщины в русских селеньях. С спокойною важностью лиц». Это женщина, которая работает без помощи мужчины, не покладая рук. Она сильная, выносливая, волевая, при этом статная и красивая женщина, воплощающая в себе лучшие черты русского характера. Для таких женщин в приоритете семья и ее благополучие. Она много и тяжело работает и выносит все тяготы жизни ради семьи. «Некрасовская женщина» выносит с достоинством все испытания, не жалуется на свою жизнь:79-80.
Литературовед и биограф Некрасова Николай Скатов написал, что в 1863 году Николай Некрасов написал эпическую поэму «Мороз, Красный нос», в центре которой находится русская крестьянка Дарья — «красивая и мощная славянка», «женщина русской земли…». Автор отмечает, что «не просто житейский рассказ, при всей дотошности такой житейской правды, ведёт поэт, а живописует национальный тип…».

## Литературные аналогии
Российский филолог, поэт и переводчик Роман Шмараков, специализирующийся на античной литературе, в своей статье 2006 года в журнале «Вопросы литературы» указывает на любопытное текстуальное совпадение между строками Некрасова и строками из незаконченной античной поэмы «Ахиллеида» Стация (II,142 sq.): Ахилл на борту судна, направляющегося в Трою, рассказывает грекам о том, чему его как будущего героя учил кентавр Хирон:
| оригинал                                                           | подстрочник                                                            |
| ------------------------------------------------------------------ | ---------------------------------------------------------------------- |
| ardentesque intrare casas peditemque volantis sistere quadriiugos. | входить в горящие хижины и пешим останавливать летящие четвёрки коней. |

Шмараков, однако, считает это случайным совпадением, а не заимствованием. При этом хотя «Ахиллеида» на русский язык не переводилась, поэма существовала во французском переводе (например, у Пушкина в библиотеке она имелась в издании 1802 года). Тот же французский перевод вышел в 1820 и 1832 годах, а французский язык Некрасов знал.